# Francesco Morini
Francesco Morini (San Giuliano Terme, 12 de agosto de 1944 - 31 de agosto de 2021) foi um futebolista italiano que atuou como defensor. Ele representou a Seleção Italiana na Copa do Mundo de 1974 e jogou um total de 11 jogos pela seleção. Ele na Sampdoria e mais notavelmente na Juventus, com o qual ele conseguiu um grande sucesso. 
Morini era rápido, forte e tenaz, com boa técnica. Ele recebeu o apelido de "Morgan, o pirata"; apesar de seu estilo de jogo físico, ele também era conhecido por seu comportamento correto no campo e raramente era agressivo. No campo, ele também era bem conhecido por sua rivalidade com Roberto Boninsegna, que mais tarde se tornou seu colega de equipe. 
Após sua aposentadoria, ele trabalhou como diretor esportivo da Juventus por vários anos.

## Biografia
Morini tem dois filhos; um é Jacopo Morini, conhecido por seu papel no programa de televisão italiano Le Iene, e o outro, Andrea, é cantor e guitarrista de uma banda. 

## Carreira
Morini fez sua estréia na Serie A na Sampdoria em uma derrota por 0-2 contra Roma em 2 de fevereiro de 1964. Ele também jogou trinta vezes na Serie B durante a temporada 1966-67, o clube ganhou o título nessa temporada. 
Em 1969, ele se transferiu para a Juventus. Na Juventus, Morini ganhou cinco títulos da Serie A e uma Taça da UEFA, chegou à final da Liga dos Campeões em 1972-73 e à semifinal da Taça dos Clubes Vencedores de Taças em 1979-80, sua última temporada no clube. 
Ao longo de sua carreira, ele nunca marcou um gol; Morini terminou sua carreira no Canadá com o Toronto Blizzard.   

## Carreira internacional
Morini fez sua estreia na Seleção Italiana em uma vitória por 1-0 sobre a Turquia em 25 de fevereiro de 1973.[carece de fontes?] Ele foi membro da equipe que participou da Copa do Mundo de 1974. Ele jogou onze vezes na seleção.
Embora ele ainda estivesse jogando bem na Juventus, ele foi excluído por Enzo Bearzot do time italiano que terminou em quarto lugar na Copa do Mundo de 1978.

## Morte
Morini morreu em 31 de agosto de 2021, aos 77 anos de idade.

## Títulos

### Clubes
Juventus  
- 5 Serie A: 1971-72, 1972-73, 1974-75, 1976-77 e 1977-78
- 1 Coppa Italia: 1978-79
- 1 Taça UEFA: 1976-77

Sampdoria
- Série B: 1966-67